# Drozdaczek ciemny

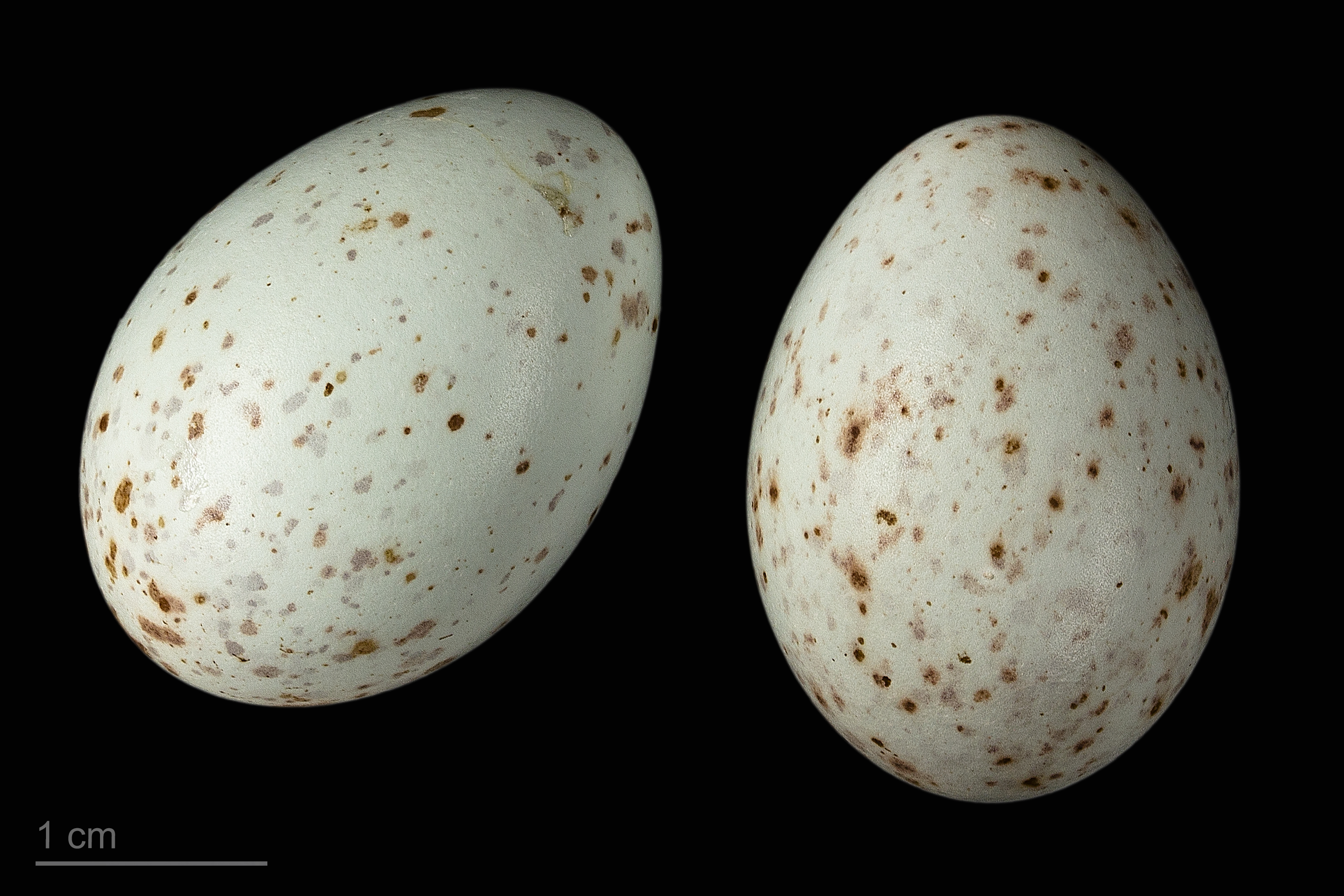
Geokichla sibirica davisoni

Drozdaczek ciemny, drozdoń ciemny, drozd ciemny (Geokichla sibirica) – gatunek średniej wielkości wędrownego ptaka z rodziny drozdowatych (Turdidae). Występuje w Azji. W trakcie wędrówek najczęściej widywany z droździkami oraz kwiczołami. Do Polski sporadycznie zalatuje, nie gniazduje.

## Zasięg występowania
Drozdaczek ciemny występuje w zależności od podgatunku:
- drozdaczek ciemny[5] (Geokichla sibirica sibirica) – środkowa i wschodnia Syberia do północnej Mongolii i północno-wschodnich Chin.
- drozdaczek wschodni[5] (Geokichla sibirica davisoni) – Sachalin, południowe Wyspy Kurylskie i Japonia.

Zimuje w Azji Południowo-Wschodniej po Wielkie Wyspy Sundajskie na południu.
W Polsce stwierdzony siedmiokrotnie w latach 1826, 1851, 1877, 1881, 1961 i 1975, zarówno na północy jak i na południu kraju.

## Charakterystyka
Występuje niezbyt wyraźny dymorfizm płciowy. Samiec cały czarny, z białą brwią, nasadami lotek i brzegami ogona. Część spodu skrzydła oraz łuskowania na pokrywach podogonowych także białe. Młode samce mniej intensywnie ubarwione. Samice jak młode samce, ale z ciepłym, brązowawym odcieniem. Kończyny dolne pomarańczowe.
Wymiarydługość ciała: 20,5–23 cm
rozpiętość skrzydeł: 34–35 cm
masa ciała: 60–72 g
GłosCienkie „cit”.

## Status i ochrona
IUCN uznaje drozdaczka ciemnego za gatunek najmniejszej troski (LC, Least Concern) nieprzerwanie od 1988 roku. Liczebność światowej populacji nie została oszacowana, ale jej trend uznawany jest za spadkowy ze względu na postępujące niszczenie i degradację siedlisk.
Na terenie Polski gatunek ten jest objęty ścisłą ochroną gatunkową.